# Devalinganapura, Malavalli
Devalinganapura là một làng thuộc tehsil Malavalli, huyện Mandya, bang Karnataka, Ấn Độ.